# فرد ويليام
فرد ويليام (بالإنجليزية: Fred Hale)‏ هو لاعب كرة قدم سليماني، ولد في 17 يوليو 1979 في جزر سليمان. شارك مع منتخب جزر سليمان لكرة القدم. أما مع النوادي، فقد لعب مع Marist F.C. ‏.

## وصلات خارجية
- فرد ويليام على موقع الاتحاد الدولي (مؤرشف)  (الإنجليزية)
- فرد ويليام على موقع قاعدة بيانات كرة القدم.إي يو (الإنجليزية)
- فرد ويليام على موقع ناشيونال فوتبول تيمز (الإنجليزية)